# Ultratop
Ultratop — організація, що займається формуванням і публікацією національного бельгійського хіт-параду, а також назва цього хіт-параду. Створена Бельгійським департаментом розваг (BEA), членом організації IFPI.
Хіт-паради Ultratop поділяються на дві категорії — Ultratop Wallonia, який стосується франкомовної частини країни і Ultratop Flanders, який стосується нідерландськомовної частини країни. У чартах Фландрії основними є Ultratop 50 Singles і Ultratop 50 Albums, у Валлонії — Ultratop 40 Singles і Ultratop 50 Albums. Усі хіт-паради формуються на основі даних про продажі релізів. Хіт-паради виходять в ефірі радіо TMF Flanders і телеканалу Plug TV